# Schismus
Genre
Schismus  est un genre de plantes monocotylédones de la famille des Poaceae, famille des Danthonioideae, originaire d'Afrique et d'Eurasie, qui comprend cinq espèces.
Ce sont des plantes herbacées annuelles, rarement vivaces, aux tiges pouvant atteindre 40 cm de haut, à inflorescence paniculée.
Ces plantes xérophytes préfèrent les habitats ouverts. Ce sont souvent des mauvaises herbes des cultures, certaines espèces sont utilisées comme plantes fourragères. 
Étymologiele nom générique « Schismus » dérive du grec ancien  σχίσμα, schisma (fente, déchirure), en référence à l'extrémité de la lemme.

## Synonymes
Selon GRIN (8 mai 2017) :
- Electra Panz.
- Hemisacris Steud.
- Karroochloa Conert & Türpe

## Liste d'espèces
Selon World Checklist of Selected Plant Families (WCSP) (8 mai 2017) :
- Schismus arabicus Nees (1841)
- Schismus barbatus (L.) Thell., Bull. Herb. Boissier, sér. 2 (1907)
- Schismus inermis (Stapf) C.E.Hubb. (1937)
- Schismus scaberrimus Nees (1841)
- Schismus schismoides (Stapf ex Conert) Verboom & H.P.Linder (2010)